# Torneo de Hobart 2013
El Moorilla Hobart International 2013 fue un evento de tenis WTA International en la rama femenina. Se disputó en Hobart (Australia), en el complejo Hobat International Tennis Center y en cancha dura al aire libre, haciendo parte de un par de eventos que hacen de antesala al Australian Open, entre el 7 de enero y 13 de enero de 2013 en los cuadros principales femeninos, pero la etapa de clasificación se disputó desde el 5 de enero.

## Cabezas de serie

### Individuales femeninos
| Tenista                   | Ranking | Preclasificada |
| Su-Wei Hsieh              | 25      | 1              |
| Sorana Cirstea            | 27      | 2              |
| Klara Zakopalova          | 28      | 3              |
| Yaroslava Shvedova        | 29      | 4              |
| Carla Suárez Navarro      | 34      | 5              |
| Francesca Schiavone       | 35      | 6              |
| Anastasiya Pavliuchenkova | 36      | 7              |
| Sloane Stephens           | 38      | 8              |
| Mona Barthel              | 39      | 9              |

### Dobles femeninos
| Tenista                                    | Ranking | Preclasificada |
| Anabel Medina Garrigues Yaroslava Shvedova | 50      | 1              |
| Jarmila Gajdosova Klara Zakopalova         | 116     | 2              |
| Nina Bratchikova Janette Husárová          | 123     | 3              |
| Liga Dekmeijere Megan Moulton-Levy         | 157     | 4              |

## Campeonas

### Individuales femeninos
Yelena Vesnina venció a  Mona Barthel 6-3 6-4

### Dobles femenino
Garbiñe Muguruza /  María Teresa Torró Flor vencieron a  Timea Babos /  Mandy Minella 6–3, 7–6(7–5)